# Dexcom Stadium
El Dexcom Stadium es un estadio de rugby en Galway, República de Irlanda y actualmente es la sede del Connacht Rugby.

## Historia
Fue construido en 1928 con el nombre The Sportsground y el primer equipo de rugby en utilizarlo fue el Galwegians RFC antes de mudarse al Grammar School grounds. El los años 1930 fue sede de partidos a nivel universitario, y de la Connacht Senior Cup de la University of Galway.

### Remodelaciones
Hasta 2011 la capacidad de The Sportsground era de 5500 espectadores. El estadio fue ampliado en 2011 y en 2016 por el éxito del Connacht Rugby. Entre los cambios están una gradería principal, una terraza, una gradería techada y una abierta.
El récord de asistencia se dio el 19 de noviembre de 2011 cuando 9120 espectadores vieron al Connacht vencer al Toulouse en su primera aparición en la Heineken Cup en casa.
La participación del Connacht en el torneo de rugby más importante de Europa, la Heineken Cup, por primera vez en la temporada 2011–12 llevó a un a nueva fase en el desarrollo del Sportsground para extender su capacidad a 7500 espectadores. La existente Clubhouse Terrace fue tirada abajo para construir en su lugar la "Clan Terrace". Además se dio la construcción de un nuevo bar (The Clan Bar), puestos de comida y lugares de descanso al lado del campo. Se puso temporalmente bajo techo la gradería oeste. Las mejoras hicieron que la IRFU cooperara con una nueva gramilla, un nuevo clubhouse y un nuevo gimnasio en 2008.
En el verano de 2016 se completaron los trabajos y añadieron capacidad al estadio con una gradería techada para 300 espectadores, con lo que la capacidad del estadio aumentó a 8100.

### Reconstrucción
En octubre de 2018 al Connacht planeó invertir €30 millones en reconstruir el Dexcom Stadium para aumentar su capacidad a 12,000 espectadores, además de crear un centro de entrenamiento. Los planes dependían de la aprobación del Consejo Municipal de Galway en diciembre para tener los planos en mayo de 2019.
En enero de 2020 el gobierno aprobó donar con €20 millones para el proyecto, con €10 millones provenientes de la Large Scale Sports Infrastructure Fund, y otros €10 millones por parte del Project 2040.
Luego del retraso a causa de la Pandemia del COVID-19, la fase 1 de la reconstrucción inició hasta la temporada 2021/22 cuando instalaron la nueva gramilla y cambiaron las torres de iluminación. 
En 2023 el Connacht Rugby Stadium Limited firmó un alquiler con Greyhound Racing Ireland. El Connacht Rugby Stadium Limited adquirió los derechos de propiedad. 
El 19 de enero de 2024 la Connacht Rugby confirmó que la fase 2 de la renovación iniciaría en marzo, iniciando con la construcción del centro de desarrollo al lado del gimnasio. Se construiría una nueva gradería norte al finalizar la temporada 2023/24, con lo que serían demolidos el Clan Terrace y el Clubhouse.

## Partidos internacionales
| Fecha     | Local               | Resultado | Visita         | Reporte |
| --------- | ------------------- | --------- | -------------- | ------- |
| 1-12-1984 | Irlanda B           | 23–20     | Escocia        |         |
| 1-11-1994 | Ireland Development | 13–20     | Estados Unidos | [ 13 ]  |
| 25-1-2013 | Ireland Wolfhounds  | 10–14     | Inglaterra     | [ 14 ]  |

## Otros deportes
El estadio ocasionalmente ha sido sede de los juegos gaélicos, incluyendo la final del campeonato de 1932 y 1942. Cuando el Terryland Park estaba siendo renovado en 1993, el Galway United jugó en The Sportsgrounds la primera parte de la temporada. También lo utilizó el Galway para su primera aparición en torneos europeos cuando jugó en la Recopa de Europa 1985-86.